# Collegejacke

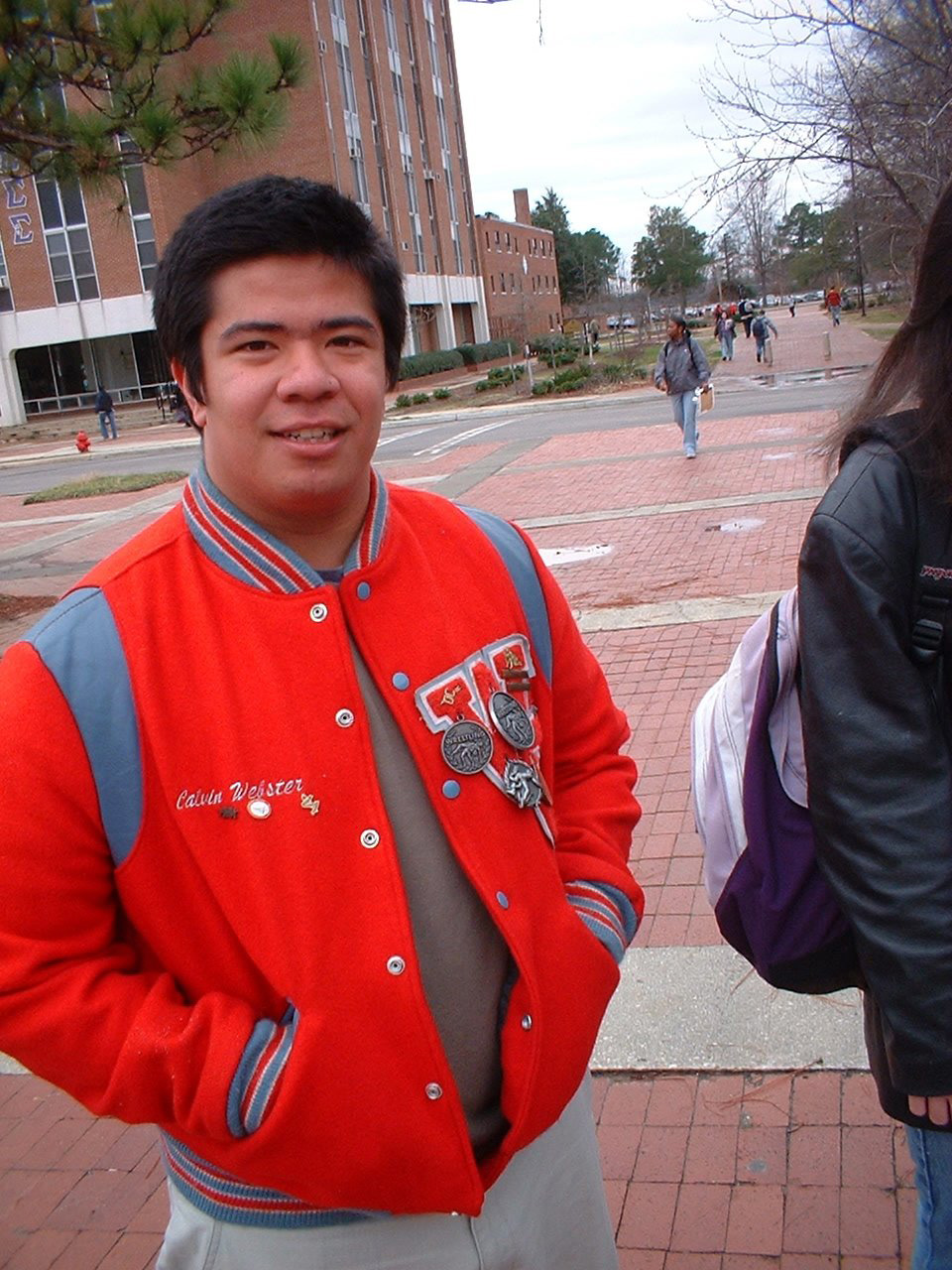
Ein Student mit einer Collegejacke

Als Collegejacken (englisch: Letter jacket oder Letterman jacket) bezeichnet man blouson-artige, legere Jacken, die im Schnitt Bomberjacken ähneln und meist auch in ähnlicher Art gefüttert sind, allerdings weisen sie meist mehrfarbige Gestaltung, häufig auch Schriftzüge, Logos oder Embleme auf. In ihrer ursprünglichen Funktion dienten die Farbkombinationen, Schriftzüge und Logos der Erkennbarkeit der Zugehörigkeit zu einem College bzw. zu einer Sportmannschaft eines Colleges, daher sind sie meist in den Hausfarben beziehungsweise im Corporate Design des Colleges oder der Mannschaft gestaltet. Collegejacken in diesem engeren Sinne finden auch als Merchandising-Produkte Verwendung. Heute werden Jacken im Collegejacken-Stil auch als Modeartikel insbesondere von Markenherstellern angeboten, ohne dass ihr Tragen in Colleges vorgesehen ist. Dann sind sie meist versehen mit den Schriftzügen und Logos der Marke.

## Geschichte
Der Ursprung der Collegejacke liegt am Campus der Harvard University. Dort wurden ab 1865 die besten Spieler der Baseballmannschaft mit einem „H“ auf dem Jersey ausgezeichnet. Dieses Letterman Jacket musste aber wieder abgegeben werden, sobald der Spieler die guten Leistungen nicht mehr erbrachte.
Die Ehre, den Buchstaben auf dem Jersey zu tragen, wurde in der Regel nur Upperclassmen, also Studenten im dritten und vierten Jahr (auch Juniors und Seniors genannt) zuteil.
In den frühen Jahren des 20. Jahrhunderts wurden diese Auszeichnungen auf den Trikots auch von anderen Universitäten und Schulen übernommen, und ab 1930 wurde der Varsity Letter auf die Collegejacken gestickt, die damals aus Wolle gefertigt wurden und Lederärmel hatten. Diese Jacken waren meist in den Farben der Universität gehalten und haben sehr häufig auch das Logo oder das Maskottchen aufgestickt. Auf der Rückseite ist in vielen Fällen der Nachname des Spielers zu lesen.
Von der rein funktionalen Kleidung mit Wiedererkennungswert wurden die Jacken allerdings schnell zu einem modischen Accessoire. Designer entdeckten das Potenzial der oft farbenfrohen Kleidungsstücke und produzierten die sportlichen Collegejacken für die Allgemeinheit. Spätestens in den 1980ern erlebten die Jacken ein modisches Revival. Die Logos real existierender oder fiktiver Sportteams zieren auch heute noch die Jacken.

## Beschaffenheit
Collegejacken sind meist kurz geschnitten und enden kurz unter dem Hosenbund. Der Schnitt ist weit und blouson-artig. Die Grundfarben sind in der Regel kräftig und leuchtend, weiße Gegenmuster und farbige Logos verleihen den Kontrast. Moderne Collegejacken gibt es sowohl in einer ungefütterten Version für den Sommer als auch in einer gefütterten Winter-Variante.